# Пальміра (станція)
Пальмі́ра — проміжна залізнична станція 5-го класу Шевченківської дирекції Одеської залізниці на неелектрифікованій лінії Оржиця — Золотоноша I між станціями Мехедівка (12,5 км) та Золотоноша I (15 км). Розташована в селищі Вознесенське неподалік селища Пальміра Золотоніського району Черкаської області.

## Історія
Станція відкрита 1897 року.
Вокзал споруджений близько 1913 року під час  будівництва залізничної лінії Бахмач — Одеса.

## Пасажирське сполучення
На станції Пальміра зупиняються поїзди приміського сполучення напрямку Імені Тараса Шевченка — Черкаси —  Гребінка та нічний швидкий поїзд «Хаджибей» № 147/148 сполученням Одеса — Київ.